# Timberlane (Illinois)
Pour les articles homonymes, voir Timberlane.
Timberlane est un village du comté de Boone dans l'Illinois, aux États-Unis,. Il est incorporé le 8 février 1996.

## Démographie
Lors du recensement de 2010, le village comptait une population de 934 habitants. Elle est estimée, en 2016, à 952 habitants.

## Source de la traduction
- (en) Cet article est partiellement ou en totalité issu de l’article de Wikipédia en anglais intitulé « Timberlane, Illinois » (voir la liste des auteurs).